# هماتوکسیلین
هماتوکسیلین یا هیماتوکسیلین (انگلیسی: Haematoxylin; ‎/ˌhiːməˈtɒksɪlɪn/‎) که با نام‌هایی چون سیاه طبیعی ۱ یا سی. آی ۷۵۲۹۰ هم شناخته می‌شود، یک ترکیب شیمیایی است که از مغز چوب درخت بقم (لاگ وود) به دست می‌آید. هنگامی که که اکسید شود به صورت هایماتِیین، هنگامی که با برخی یون‌های فلزی ترکیب می‌شود آمیزهٔ رنگی قوی‌ای می‌شود که معروف‌ترین آن نمک‌های آهن (۳) و آلومینیوم (۳) هستند. ترکیبات هایماتیین-فلزی برای رنگ‌آمیزی کردن نمونه‌های سلولها برای آزمایش زیر میکروسکوپ استفاده می‌شوند. اجزایی که با ترکیبات آهن یا آلومینیوم رنگ می‌شوند، بیسوفیلیک نامیده می‌شوند و سازکار این‌گونه رنگ کردن با رنگ کردن عادی متفاوت است. 

ترکیب شیمیایی هایماتوزیلین

رنگ کردن با هماتوکسیلین و ائوزین از عمومی‌ترین روشهای رنگ کردن در بافت‌شناسی هستند و در مقابل رنگ‌های موقتی دیگر، از پایداری بسیار بالایی برخوردار هستند.
از دیگر رنگ‌های معروف برای رنگ کردن اسید فوسفوتونژستیک هماتوکسیلین است که از ترکیب هماتوکسیلین با اسید فوسفوتونژستیک به دست می‌آید.
در ۱۹۷۰ به دلیل قطع بیش از حد درختهای جنگلهای برزیل و آمریکای مرکزی، کمبود درختهای بقم و هماتوکسیلین به وجود آمد و قیمت آن به بالاترین حد خود رسید و موجب بالا رفتن هزینه‌های تشخیص بیماری‌های بافتی شد و موجب جستجو برای جایگزینی برای آن شد. اما قبل از پیدا کردن هرگونه جایگزین، هماتوکسیلین با قیمتی بالا به جایگاهش در بازار و بافت‌شناسی بازگشت. پیشنهادهایی نیز برای جایگزین آن وجود داشت: سلستین آبی، گالوسیاسین، گالین و سولوکروم سیانین که هر چهار مورد برای دندانه‌دار کردنشان از آهن(۳) استفاده می‌شد. یک جایگزین دیگر که وجود دارد، رنگ قرمز برزیلی است که تنها تفاوتش با هایماتوزیلین در یک گروه هیدروزیل است.

## محلولهای رنگ‌آمیزی هایماتوزیلین
این رنگها عموماً برای مطالعات بافت‌شناسی به کار برده می‌شوند. دندانه‌دار کردن برای اثبات در اجزای سیتوپلاستی و هسته‌ای، آهن و آلومینیوم است که ترکیبات رنگی‌ای به وجود می‌آورد (ترکیبات رنگ-دندانه-بافتها) که رنگ هرکدام به مقدار نمکی است که استفاده می‌شود. ترکیبات نمک آلومینیوم، رنگ آبی روشن و نمک آهن، رنگ آبی تیره ایجاد می‌کنند. 

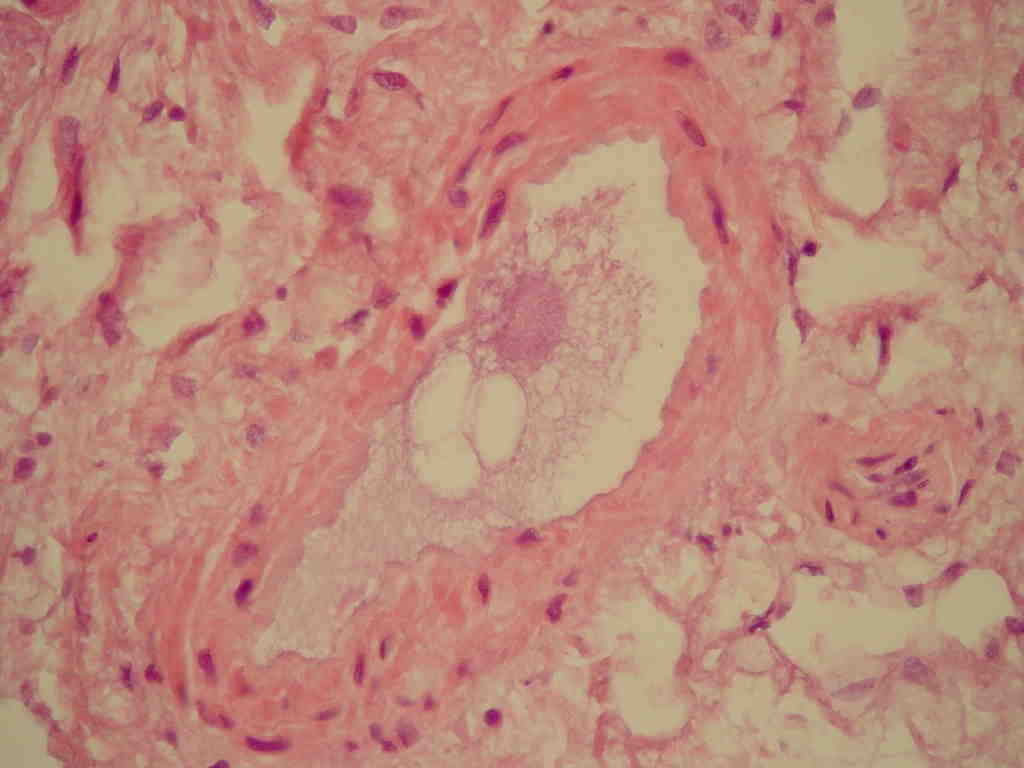
رنگ‌آمیزی بافت شش با هایماتوزیلین و ائوزین